# ダリヤ・スクリプニク
ダリヤ・スクリプニク（Darya Skrypnik 1987年12月12日- ）はベラルーシのブレスト出身の柔道選手。階級は52kg級。身長162cm。

## 人物
2008年のU23ヨーロッパ選手権52kg級で3位になった。2013年のユニバーシアードでは5位だった。2015年には地元で開催されたヨーロッパオープン・ミンスクで優勝を飾った。世界選手権では準々決勝でブラジルのエリカ・ミランダに敗れたものの、その後敗者復活戦を勝ち上がって伏兵ながら3位となった。2016年のリオデジャネイロオリンピックでは初戦で敗れた。

## 主な戦績
- 2008年 - U23ヨーロッパ選手権　3位
- 2013年 - ユニバーシアード　5位
- 2013年 - グランプリ・アスタナ　5位
- 2015年 - グランプリ・デュッセルドルフ　5位
- 2015年 - ヨーロッパオープン・プラハ　3位
- 2015年 - ヨーロッパオープン・ミンスク　優勝
- 2015年 - 世界選手権 3位
- 2017年 -　グランプリ・トビリシ　3位
- 2017年 - ヨーロッパオープン・ミンスク　優勝

(出典、JudoInside.com)